# لويز باترورث
لويز باترورث (بالإنجليزية: Louise Butterworth)‏ هي منافسة ألعاب القوى بريطانية، ولدت في 22 فبراير 1985.

## وصلات خارجية
- لويز باترورث على موقع الاتحاد الدولي لألعاب القوى (الإنجليزية)